# Tanzeck
Das Tanzeck ist ein 1702 m ü. NHN hoher Gratgipfel auf dem Südwestgrat des Aiplspitz in den Schlierseer Bergen. In einem Kessel südwestlich unterhalb befindet sich die Schnittlauchmoosalm.
Der felsige Gipfel wird normalerweise auf dem Normalweg zum Aiplspitz nordseitig umgangen und kann nicht leicht überschritten werden.